# Temporada 1997-98 de los Orlando Magic
La temporada 1997-98 fue la novena de los Orlando Magic en la NBA. La temporada regular acabó con 41 victorias y 41 derrotas, ocupando el décimo puesto de la conferencia Este, no logrando clasificarse para los playoffs.

## Elecciones en elDraft
| Ronda | Puesto | Jugador         | Posición | Nacionalidad   | Universidad |
| ----- | ------ | --------------- | -------- | -------------- | ----------- |
| 1     | 17     | Johnny Taylor   | Alero    | Estados Unidos | Chattanooga |
| 2     | 47     | Eric Washington | Escolta  | Estados Unidos | Alabama     |

## Temporada regular
| División Atlántico | División Atlántico | División Atlántico | División Atlántico | División Atlántico | División Atlántico | División Atlántico | División Atlántico | División Atlántico |
| Equipo             | G                  | P                  | %                  | PD                 | Casa               | Fuera              | Div                |                    |
| ------------------ | ------------------ | ------------------ | ------------------ | ------------------ | ------------------ | ------------------ | ------------------ | ------------------ |
| y-Miami Heat       | 55                 | 27                 | .671               | –                  | 30-11              | 25–16              | 18–6               |                    |
| x-New York Knicks  | 43                 | 39                 | .524               | 12                 | 28–13              | 15–26              | 13–11              |                    |
| x-New Jersey Nets  | 43                 | 39                 | .524               | 12                 | 26–15              | 17–24              | 12–12              |                    |
| Washington Wizards | 42                 | 40                 | .512               | 13                 | 24–17              | 18–23              | 12–13              |                    |
| Orlando Magic      | 41                 | 41                 | .500               | 14                 | 24–17              | 17–24              | 11–13              |                    |
| Boston Celtics     | 36                 | 46                 | .439               | 19                 | 24–17              | 12–29              | 12–12              |                    |
| Philadelphia 76ers | 31                 | 51                 | .378               | 24                 | 19–22              | 12–29              | 7–17               |                    |

## Estadísticas

### Temporada regular
| Rk | Jugador           | Edad | Pos. | P  | PT | MP   | TC  | TCI  | %TC  | T3  | T3I | %T3  | TL  | TLI | %TL   | RO  | RD  | RT  | AS  | RB  | TAP | BP  | FP  | PTS  |
| -- | ----------------- | ---- | ---- | -- | -- | ---- | --- | ---- | ---- | --- | --- | ---- | --- | --- | ----- | --- | --- | --- | --- | --- | --- | --- | --- | ---- |
| 1  | Horace Grant      | 32   | C    | 76 | 76 | 36.9 | 5.2 | 11.3 | .459 | 0.0 | 0.1 | .000 | 1.8 | 2.6 | .678  | 3.0 | 5.1 | 8.1 | 2.3 | 1.1 | 1.0 | 1.2 | 2.4 | 12.1 |
| 2  | Bo Outlaw         | 26   | PF   | 82 | 76 | 36.0 | 3.7 | 6.6  | .554 | 0.0 | 0.0 | .250 | 2.2 | 3.8 | .575  | 3.1 | 4.7 | 7.8 | 2.6 | 1.3 | 2.2 | 2.1 | 3.2 | 9.5  |
| 3  | Anfernee Hardaway | 26   | SG   | 19 | 15 | 32.9 | 5.4 | 14.4 | .377 | 0.8 | 2.6 | .300 | 4.7 | 6.2 | .763  | 0.4 | 3.6 | 4.0 | 3.6 | 1.5 | 0.8 | 2.4 | 2.4 | 16.4 |
| 4  | Rony Seikaly      | 32   | C    | 47 | 47 | 31.6 | 5.0 | 11.4 | .441 | 0.0 | 0.0 | .000 | 4.9 | 6.5 | .754  | 2.8 | 4.8 | 7.6 | 1.5 | 0.5 | 0.8 | 2.9 | 2.9 | 15.0 |
| 5  | Nick Anderson     | 30   | SF   | 58 | 44 | 29.3 | 5.9 | 13.0 | .455 | 1.3 | 3.7 | .360 | 2.2 | 3.4 | .638  | 1.7 | 3.4 | 5.1 | 2.1 | 1.2 | 0.4 | 1.5 | 1.7 | 15.3 |
| 6  | Derek Strong      | 29   | PF   | 58 | 8  | 28.2 | 4.5 | 10.6 | .420 | 0.0 | 0.1 | .000 | 3.8 | 4.8 | .781  | 2.6 | 4.7 | 7.4 | 0.9 | 0.5 | 0.4 | 1.3 | 2.1 | 12.7 |
| 7  | Derek Harper      | 36   | SG   | 66 | 45 | 26.7 | 3.4 | 8.2  | .417 | 0.9 | 2.5 | .360 | 0.8 | 1.2 | .696  | 0.3 | 1.2 | 1.6 | 3.5 | 1.1 | 0.2 | 1.5 | 2.1 | 8.6  |
| 8  | Darrell Armstrong | 29   | PG   | 48 | 17 | 25.8 | 3.3 | 7.9  | .411 | 0.5 | 1.4 | .368 | 2.2 | 2.6 | .854  | 1.4 | 2.0 | 3.3 | 4.9 | 1.2 | 0.1 | 2.3 | 2.0 | 9.2  |
| 9  | Mark Price        | 33   | PG   | 63 | 33 | 22.7 | 3.6 | 8.4  | .431 | 0.8 | 2.5 | .335 | 1.4 | 1.6 | .845  | 0.4 | 1.7 | 2.0 | 4.7 | 0.8 | 0.1 | 2.6 | 1.5 | 9.5  |
| 10 | Gerald Wilkins    | 34   | SG   | 72 | 16 | 17.4 | 2.0 | 6.0  | .325 | 0.4 | 1.5 | .266 | 1.0 | 1.4 | .704  | 0.2 | 1.0 | 1.3 | 1.1 | 0.5 | 0.1 | 1.1 | 1.1 | 5.3  |
| 11 | Danny Schayes     | 38   | C    | 74 | 33 | 17.2 | 2.1 | 5.0  | .418 | 0.0 | 0.0 |      | 1.3 | 1.6 | .807  | 1.3 | 2.0 | 3.3 | 0.6 | 0.5 | 0.4 | 0.8 | 2.5 | 5.5  |
| 12 | Vernon Maxwell    | 32   | SG   | 11 | 0  | 15.4 | 2.4 | 7.1  | .333 | 0.5 | 2.4 | .231 | 2.1 | 2.4 | .885  | 0.5 | 0.7 | 1.2 | 1.1 | 0.2 | 0.1 | 1.1 | 1.8 | 7.4  |
| 13 | David Benoit      | 29   | SF   | 24 | 0  | 13.5 | 2.1 | 5.8  | .360 | 0.6 | 2.1 | .275 | 1.0 | 1.3 | .800  | 0.8 | 1.8 | 2.6 | 0.3 | 0.4 | 0.2 | 0.5 | 1.5 | 5.8  |
| 14 | Brian Evans       | 24   | SF   | 44 | 0  | 12.8 | 1.8 | 4.7  | .374 | 0.3 | 1.0 | .267 | 0.9 | 1.1 | .833  | 0.7 | 1.2 | 1.9 | 0.7 | 0.5 | 0.2 | 0.5 | 1.3 | 4.7  |
| 15 | Kevin Ollie       | 25   | PG   | 19 | 0  | 11.4 | 1.2 | 2.9  | .411 | 0.0 | 0.1 | .000 | 1.6 | 2.4 | .689  | 0.2 | 0.8 | 0.9 | 1.7 | 0.4 | 0.0 | 1.5 | 0.8 | 4.1  |
| 16 | Kevin Edwards     | 32   | SG   | 12 | 0  | 11.3 | 1.7 | 4.9  | .339 | 0.2 | 0.3 | .500 | 1.4 | 1.7 | .850  | 0.8 | 0.9 | 1.7 | 1.1 | 0.4 | 0.1 | 0.8 | 0.7 | 4.9  |
| 17 | Donald Royal      | 31   | SF   | 2  | 0  | 9.0  | 0.5 | 3.0  | .167 | 0.0 | 0.0 |      | 1.5 | 2.0 | .750  | 1.0 | 1.0 | 2.0 | 0.5 | 0.5 | 0.0 | 1.5 | 2.5 | 2.5  |
| 18 | Johnny Taylor     | 23   | SF   | 12 | 0  | 9.0  | 1.1 | 3.1  | .351 | 0.1 | 0.2 | .500 | 0.9 | 1.3 | .688  | 0.3 | 0.8 | 1.1 | 0.1 | 0.3 | 0.2 | 0.7 | 1.8 | 3.2  |
| 19 | Spud Webb         | 34   | PG   | 4  | 0  | 8.5  | 1.3 | 3.0  | .417 | 0.0 | 0.3 | .000 | 0.5 | 0.5 | 1.000 | 0.5 | 0.3 | 0.8 | 1.3 | 0.3 | 0.0 | 1.8 | 1.5 | 3.0  |
| 20 | Tim Kempton       | 34   | PF   | 3  | 0  | 5.0  | 0.0 | 0.7  | .000 | 0.0 | 0.0 |      | 0.0 | 0.0 |       | 0.0 | 0.3 | 0.3 | 0.3 | 0.0 | 0.0 | 0.0 | 1.0 | 0.0  |
| 21 | Jason Lawson      | 23   | C    | 17 | 0  | 4.7  | 0.5 | 0.9  | .600 | 0.0 | 0.0 |      | 0.5 | 0.6 | .800  | 0.5 | 1.1 | 1.6 | 0.3 | 0.2 | 0.2 | 0.1 | 0.8 | 1.5  |
| 22 | Carl Thomas       | 28   | SG   | 4  | 0  | 3.8  | 1.0 | 1.3  | .800 | 0.0 | 0.0 |      | 0.3 | 0.5 | .500  | 0.0 | 0.0 | 0.0 | 0.3 | 0.0 | 0.3 | 0.0 | 0.0 | 2.3  |

## Galardones y récords
| Jugador        | Galardón |
| Penny Hardaway | All-Star |